# Damián Alberto Martínez
Damián Alberto Martínez (Buenos Aires, 31 gennaio 1990) è un calciatore argentino, difensore dell'Atl. Tucumán.

## Caratteristiche tecniche
È un terzino destro.

## Carriera
Cresciuto nelle giovanili del San Lorenzo, ha esordito il 4 aprile 2009 in occasione del match pareggiato 1-1 contro l'Arsenal Sarandí.

## Statistiche

### Presenze e reti nei club
Statistiche aggiornate al 18 marzo 2018.
| Stagione               | Squadra                 | Campionato             | Campionato | Campionato | Coppe nazionali | Coppe nazionali | Coppe nazionali | Coppe continentali | Coppe continentali | Coppe continentali | Altre coppe | Altre coppe | Altre coppe | Totale | Totale | Totale |
| Stagione               | Squadra                 | Comp                   | Pres       | Reti       | Comp            | Pres            | Reti            | Comp               | Pres               | Reti               | Comp        | Pres        | Reti        | Pres   | Reti   |        |
| ---------------------- | ----------------------- | ---------------------- | ---------- | ---------- | --------------- | --------------- | --------------- | ------------------ | ------------------ | ------------------ | ----------- | ----------- | ----------- | ------ | ------ | ------ |
| 2008-2009              | San Lorenzo             | PD                     | 3          | 0          | CA              | 0               | 0               |                    | -                  | -                  |             | -           | -           | 3      | 0      |        |
| 2009-2010              | San Lorenzo             | PD                     | 6          | 0          | CA              | 0               | 0               |                    | -                  | -                  |             | -           | -           | 6      | 0      |        |
| 2010-2011              | Independiente Rivadavia | BN                     | 17         | 1          | CA              | 0               | 0               |                    | -                  | -                  |             | -           | -           | 17     | 1      |        |
| 2011-2012              | Independiente Rivadavia | BN                     | 15         | 0          | CA              | 0               | 0               |                    | -                  | -                  |             | -           | -           | 15     | 0      |        |
| Totale Ind. Rivadavia  | Totale Ind. Rivadavia   | Totale Ind. Rivadavia  | 32         | 1          |                 | 0               | 0               |                    | 0                  | 0                  |             | -           | -           | 32     | 1      |        |
| 2011-2012              | San Lorenzo             | PD                     | 3+2        | 0          | CA              | 3               | 0               |                    | -                  | -                  |             | -           | -           | 8      | 0      |        |
| 2012-2013              | San Lorenzo             | PD                     | 1          | 0          | CA              | 0               | 0               |                    | -                  | -                  |             | -           | -           | 1      | 0      |        |
| Totale San Lorenzo     | Totale San Lorenzo      | Totale San Lorenzo     | 15         | 0          |                 | 3               | 0               |                    | 0                  | 0                  |             | -           | -           | 18     | 0      |        |
| 2013-2014              | Aldosivi                | BN                     | 33         | 4          | CA              | 0               | 0               |                    | -                  | -                  |             | -           | -           | 33     | 4      |        |
| 2014                   | Defensa y Justicia      | PD                     | 17         | 0          | CA              | 2               | 0               |                    | -                  | -                  |             | -           | -           | 19     | 0      |        |
| 2015                   | Defensa y Justicia      | PD                     | 24         | 0          | CA              | 3               | 0               |                    | -                  | -                  |             | -           | -           | 27     | 0      |        |
| 2016                   | Defensa y Justicia      | PD                     | 14         | 1          | CA              | 1               | 0               |                    | -                  | -                  |             | -           | -           | 15     | 1      |        |
| Totale Def. y Justicia | Totale Def. y Justicia  | Totale Def. y Justicia | 55         | 1          |                 | 6               | 0               |                    | 0                  | 0                  |             | -           | -           | 61     | 1      |        |
| 2016                   | Independiente           | PD                     | 0          | 0          | CA              | 1               | 0               | CS                 | 1                  | 0                  |             | -           | -           | 2      | 0      |        |
| 2016-2017              | Independiente           | PD                     | 2          | 0          | CA              | 0               | 0               | CS                 | 0                  | 0                  |             | -           | -           | 2      | 0      |        |
| Totale Independiente   | Totale Independiente    | Totale Independiente   | 2          | 0          |                 | 1               | 0               |                    | 1                  | 0                  |             | -           | -           | 4      | 0      |        |
| 2017-2018              | Unión (SF)              | PD                     | 17         | 0          | CA              | 2               | 0               |                    | -                  | -                  |             | -           | -           | 19     | 0      |        |
| Totale carriera        | Totale carriera         | Totale carriera        | 154        | 6          |                 | 12              | 0               |                    | 1                  | 0                  |             | -           | -           | 167    | 6      |        |

## Palmarès

### Club

#### Competizioni nazionali
- Copa de la Liga Profesional: 1

Rosario Central: 2023